# Priolepis eugenius
Priolepis eugenius är en fiskart som först beskrevs av Jordan och Evermann, 1903.  Priolepis eugenius ingår i släktet Priolepis och familjen smörbultsfiskar. Inga underarter finns listade i Catalogue of Life.